# More oko otoka Škarda
More oko otoka Škarda este o arie protejată (sit de importanță comunitară — SCI) din Croația întinsă pe o suprafață de 522,56 ha, integral marine.

## Localizare
Centrul sitului More oko otoka Škarda este situat la coordonatele 44°16′48″N 14°41′49″E / 44.28°N 14.697°E.

## Înființare
Situl More oko otoka Škarda a fost declarat sit de importanță comunitară în iulie 2013 pentru a proteja un număr necunoscut de specii din flora spontană și fauna sălbatică aflate în arealul zonei.

## Biodiversitate
Situată în ecoregiunea marină mediteraneană, aria protejată conține 2 habitate naturale: Straturi cu Posidonia (Posidonion oceanicae), Recifuri.
La baza desemnării sitului se află un număr nedeclarat de specii protejate.